# Kjógo Furuhaši
Kjógo Furuhaši (japonsky 古橋 亨梧; * 20. ledna 1995) je japonský fotbalista.

## Klubová kariéra
S kariérou začal v japonském klubu FC Gifu. V létě 2018 přestoupil do klubu Vissel Kóbe. V červenci 2021 jej získal skotský prvoligový celek Celtic FC.

## Reprezentační kariéra
Jeho debut za A-mužstvo Japonska proběhl v zápase proti Venezuele 19. listopadu 2019.

## Statistiky
| Japonsko | Japonsko | Japonsko |
| Roky     | Záp.     | Góly     |
| -------- | -------- | -------- |
| 2019     | 1        | 0        |
| 2021     | 5        | 3        |
| Celkem   | 6        | 3        |